# Antoni de Montserrat
Antoni de Montserrat (Vic, 1536 – Salsette, Índia, 1600) fou un jesuïta català format a Portugal que el 1574 va ser destinat a la missió de la colònia portuguesa de Goa, a l'Índia, des d'on viatjaria per bona part de l'Àsia central i la Península Aràbiga. Aquest viatger i erudit va deixar constància dels seus viatges en quatre manuscrits, dels quals només se'n conserven dos, el Mongolicae Legationis Commentarius, en llatí, i Relaçam do Equebar, rei dos mogores, en portuguès, referents a la seva estada a la cort del gran mogol.
Fill d'una família noble d'Osona, estudià a Barcelona, on entrà en contacte amb Sant Ignasi de Loiola. Fascinat per la vida dels missioners, entrà a la Companyia de Jesús el 1558 essent destinat a Portugal, on fou ordenat sacerdot el 1561. Estudià a la Universitat de Coimbra i a Lisboa, on fou prefecte de Sant Roc, fundador del convent de les òrfenes de Santa Marta, vicerector del col·legi de Sant Antoni i preceptor del rei Sebastià I de Portugal.

## Ambaixada a la cort del Gran Mogol Akbar
El 1574, a l'edat de 38 anys, veié complert el seu somni de convertir-se en missioner quan fou enviat, amb 40 jesuïtes més, a la missió de la colònia portuguesa de Goa, a l'Índia. Cinc anys més tard li fou encomanada la missió d'integrar-se a l'ambaixada que havia de presentar-se a la cort del rei Mogol, Akbar, amb l'encàrrec específic d'enregistrar tot allò que succeís durant el viatge. La presència dels sacerdots havia estat demanada expressament pel mateix rei, fet que els jesuïtes portuguesos varen malinterpretar com la voluntat d'aquest d'abraçar la fe cristiana, cosa que, en cap cas, no era contemplada pel monarca. D'aquesta manera, el 13 de desembre de 1579, Antoni de Montserrat, juntament amb els també jesuïtes Rodolfo Acquaviva i Francisco Henríquez -un convers persa que feia d'intèrpret- així com d'un ambaixador d'Akbar, partiren de la colònia portuguesa de Daman cap a la capital de l'Imperi Mogol.
L'arribada del grup a Fatehpur Sikri, la nova capital fundada per Akbar, va tenir lloc el 4 de març de 1580 i allà romangueren durant un any dedicats a diàlegs i debats religiosos, fomentats pel mateix rei, amb representants d'altres religions com el budisme tàntric tibetà, l'islam i l'hinduisme. Montserrat aprofità la seva estada per instruir-se en la llengua persa i acabà guanyant-se la confiança d'Akbar, com ho demostra el fet que el nomenés tutor del seu fill Murad.
Al cap d'un any, al nord, esclatà una revolta encapçalada per un germanastre del rei, que tenia el suport d'alguns cabdills afganesos. A petició d'Akbar, Montserrat s'incorporà a l'expedició militar i l'acompanyà durant tota la campanya, que durà tot el 1581. Aquest viatge va permetre al jesuïta prendre contacte amb bona part dels territoris de l'Imperi, podent visitar Delhi, l'Himàlaia, Himachal Pradesh, el Caixmir, el Panjab i els contraforts del Tibet fins a l'Afganistan. La fi del conflicte coincidí amb la tornada de l'ambaixada a Goa, un cop els jesuïtes constataren la nul·la voluntat del monarca de convertir-se al cristianisme. D'aquesta manera, el setembre de 1582 arribaren a la colònia portuguesa on, durant sis anys, Montserrat treballà sobre les seves notes amb la intenció d'assolir una obra més complexa i detallada. El Mongolicae Legationis Commentarius incorporava un mapa de l'Himàlaia considerat una joia de la cartografia universal, que descriu bona part de l’Índia, el Pakistan, l'Afganistan i el Tibet, pel què Montserrat ha estat considerat l'autor del primer mapa del sostre del món.

## El captiveri al Iemen
El 1588 Antoni de Montserrat rebé l'ordre directa del rei espanyol, Felip II, de dirigir-se a Etiòpia per tal de donar suport als missioners allà desplaçats i sondejar la possibilitat d'aconseguir un acostament del cristianisme etíop a l'Església de Roma. El 2 de febrer de 1589, Montserrat i el seu company Pedro Páez salparen de Goa camuflats com a mercaders armenis. El viatge s'estroncà quan a Dhufar (Iemen) foren traïts pel comandant que els havia de portar a Etiòpia, el qual els lliurà al cap de la ciutat, qui, al seu torn, els envià a Haymin, ciutat de l'interior on hi havia la residència del soldà de Hadhramaut. Després de quatre mesos tancats a la presó d'aquesta ciutat, foren enviats a Sana'a, seu del governador turc del Iemen, on romangueren fins al 1595, any en què foren traslladats al port de Mokka, al Mar Roig, on van haver de servir a galeres durant uns mesos fins que Montserrat emmalaltí greument i fou reclòs a la presó de la ciutat.
Finalment, un any més tard, aquests dos jesuïtes foren retornats a Goa, després del pagament d'un rescat de 1.000 ducats. La salut d'ambdós era molt precària després de gairebé set anys de captiveri i, si bé Páez es va poder recuperar, Antoni de Montserrat morí a Salsette, a prop de Goa, a on hi havia un famós convent jesuïta, el març de 1600.

## L'estudi de les obres
La ciència moderna va descobrir Antoni de Montserrat a principis del segle xx. El 1906 Henry Hosten, un jesuïta del Raj Britànic especialitzat en la història del cristianisme a l'Índia, va redescobrir el "Mongolicæ Legationis Commentarius" i el va publicar el 1914. L'obra va despertar un gran interès en els indòlegs de l'època.
Després de ser recordat per un temps a les anotacions del treball sobre el regnat d'Akbar i l'art de l'època, Antoni de Montserrat va guanyar fama entre nosaltres al segle xxi gràcies a l'edició popular de les seves obres traduïdes a partir del llatí al català i castellà per l'orientalista de Barcelona Josep Lluís Alay. La creixent fama del viatger català ha propiciat una sèrie de programes de televisió i publicacions sobre el religiós a Catalunya, a més d'una beca en la ciència i la cultura de l'Àsia que perpetua el seu nom.